# 艾氏尖牙鱸
艾氏尖牙鱸為輻鰭魚綱鱸形目鱸亞目發光鯛科的一種，為深海魚類，分布於西印度洋亞丁灣至肯亞海域，深度60-600公尺，體長可達11公分，棲息底層水域，生活習性不明，可做為食用魚。

## 擴展閱讀
維基物種上的相關：艾氏尖牙鱸